# Дік Костоло
Дік Костоло (англ. Dick Costolo; 10 вересня 1963, Роял Оук) — нинішній CEO компанії «Твіттер» і її колишній COO. Зайняв посаду CEO після того, як її покинув Еван Вільямс в жовтні 2010 року.
Закінчив Мічиганський університет зі ступенем бакалавра і Каліфорнійський університет в Берклі зі ступенем магістра в галузі комп'ютерних наук.
Перед тим, як почати свій бізнес, Дік Костоло виступав в Чикаго як естрадний комік. Потім він працював кілька років інженером в компанії Andersen Consulting. Звільнився, щоб створити консалтинговий інтернет-портал.
В 2004 році в разом з Еріком Лунтом, Стівом Олеховскі і Меттом Шобом запустив сервіс FeedBurner. Після покупки сервісу компанією Google в 2007 році, Костоло став її співробітником. У липні 2009 року він покинув Google, а у вересні зайняв посаду COO в компанії «Твіттер». З жовтня 2010 року — CEO в Твіттері.
Business Insider у 2013 році назвав його найперспективнішим топ-менеджером Кремнієвої долини, але в першій половині 2015 року зазнав критики від американських експертів, які вказували, що в компанії Твіттер не вистачає сильного керівника.
Генеральний директор Дік Костоло пішов у відставку з 1 липня 2015 року.